# مدل‌های تقسیم کنام

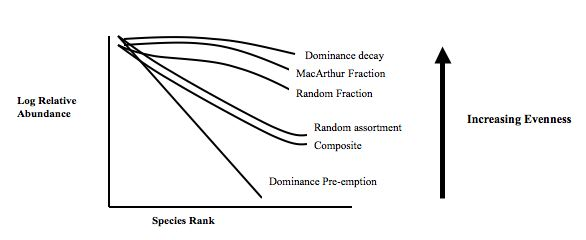
شکل ۱. نمودار گونه‌های ویتاکر فراوانی را برای ۷ مدل مکانیکی که معمولاً در نظر گرفته می‌شوند برای تقسیم کنام رتبه‌بندی می‌کند. مدل‌هایی با شیب‌های تندتر مانند مدل Preemption Dominance، جوامع کمتر یکنواختی را نشان می‌دهند که در آن تعداد کمی از گونه‌ها بسیار فراوان هستند و تعداد گونه‌های باقی‌مانده به شدت کاهش می‌یابد (نگاه کنید به یکنواختی گونه‌ها). روش دیگر، مدل‌های شیب‌دار کم‌عمق مانند مدل Dominance Decay نماینده جوامع حتی بیشتر است که در آن بسیاری از گونه‌ها به همان اندازه فراوان هستند و گونه‌های نسبتاً کمی کمیاب هستند.

مدل‌های مکانیزمی برای تقسیم کنام (به انگلیسی: Niche apportionment)، مدل‌های زیست‌شناسی هستند که برای توضیح پراکندگی فراوانی نسبی گونه‌ها به کار می‌روند. این مدل‌های تقسیم کنام توصیف می‌کنند که چگونه گونه‌ها استخر منابع را در فضای چندبعدی تجزیه می‌کنند و پراکندگی فراوانی افراد را در میان گونه‌ها تعیین می‌کنند. فراوانی نسبی گونه‌ها معمولاً به صورت نمودار Whittaker یا نمودار فراوانی رتبه‌ای بیان می‌شود، که در آن گونه‌ها بر اساس تعداد افراد در محور x رتبه‌بندی می‌شوند و در برابر فراوانی نسبی ورود به سیستم هر گونه در محور y ترسیم می‌شوند. فراوانی نسبی را می‌توان به صورت تعداد نسبی افراد درون گونه یا زیست‌توده نسبی افراد درون گونه اندازه‌گیری کرد.

شکل ۲. مکانیسم‌هایی که با آن یک کنام شکسته می‌شود. یک منبع به کنام‌هایی با اندازه‌های مختلف تقسیم می‌شود که می‌تواند به فراوانی نسبی گونه‌ها در کل مجموعه منابع ترجمه شود.